# Henry Charles Lea

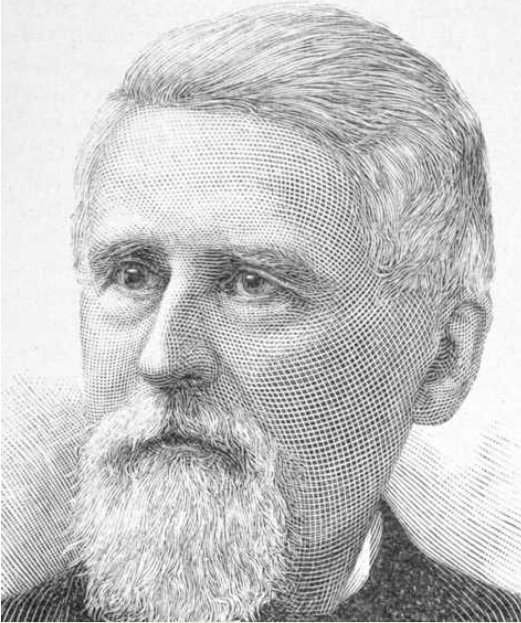
Henry Charles Lea

Henry Charles Lea (* 19. September 1825 in Philadelphia; † 24. Oktober 1909 ebenda) war ein US-amerikanischer Historiker.

## Leben
Leas Großvater (mütterlicherseits) war der bekannte katholische Publizist und Verleger Mathew Carey (1760–1839). Sein Vater Isaac Lea (1792–1886), der 1821 Careys Tochter Frances Anne Carey in der St. Augustine’s Catholic Church in Philadelphia heiratete, entstammte einer Quäker-Familie. Lea selbst wurde überzeugter Unitarier. Er beteiligte sich unter anderem an der Finanzierung der First Unitarian Church in Philadelphia und stand in Kontakt zu vielen prominenten Unitariern Neuenglands, unter anderem Edward Everett Hale (1822-1909). 1843 stieg er in das Verlagsgeschäft seines Vaters ein, an dem er bis 1880 beteiligt blieb. Aufgrund seiner schlechten Gesundheit war es ihm nicht möglich, sich voll dem Geschäft zu widmen. Er begann deshalb mit Forschungen zur Geschichte der katholischen Kirche, insbesondere zur Kirchengeschichte des späten Mittelalters. 
Seine dreibändige Geschichte der Inquisition im Mittelalter (1887) wurde von Heinz Wieck und dem Altkatholiken Max Rachel (1870–1943) ins Deutsche übersetzt und 1905 vom Kölner Stadtarchivar Joseph Hansen (1862–1943) herausgegeben. Die französische Übersetzung besorgte der jüdische Gelehrte Salomon Reinach. 1911/12 erschien eine russische Übersetzung dieses Werkes. Im ersten Band seiner Geschichte der Inquisition im Mittelalter vertrat Lea die These, bereits Paulus habe im Galaterbrief den Glaubenszwang gelehrt und „die Saat ausgestreut, welche eine so reiche Ernte an Unrecht und Elend tragen sollte“. Leas Geschichte der Inquisition im Mittelalter sei „ein Klassiker, allerdings mit einer schroff antikatholischen Perspektive“, urteilte der Kirchenhistoriker Lothar Vogel. Auch zur Hexenverfolgung enthält es wichtiges Material, das posthum 1939 ergänzt worden ist.
Auch Leas Darstellung der Spanischen Inquisition ist ein Standardwerk. Es wurde von dem Luxemburger Prosper Müllendorff, einem Redakteur der nationalliberalen Kölnischen Zeitung, ins Deutsche übersetzt. 1990 erschien eine spanische Übersetzung seines Buches The moriscos of Spain (Los moriscos españoles: Su conversión y expulsión). Lea war um 1900 einer der bekanntesten US-amerikanischen Historiker. Lea erhielt Auszeichnungen von den Universitäten Harvard und Princeton, der University of Pennsylvania, der Universität Gießen (Verleihung der Ehrendoktorwürde am 2. August 1907) und der Universität Moskau. 1870 wurde er in die American Academy of Arts and Sciences gewählt. 1889 fand er als korrespondierendes Mitglied Aufnahme in die Bayerische Akademie der Wissenschaften. 1903 wurde er zum Präsidenten der American Historical Society gewählt. 1905 wurde er in die American Academy of Arts and Letters und in seinem Todesjahr 1909 in die British Academy aufgenommen. Leas Kinder übergaben seine Bibliothek 1926 der University of Pennsylvania. An der Princeton University sowie an der University of Pennsylvania gibt es eine Henry-Charles-Lea-Professur.
Sein Bruder war der Anwalt und Chemiker Matthew Carey Lea, und wie dieser befasste sich auch Charles Henry Lea in seiner Jugend mit Chemie und veröffentlichte sogar 1841 im American Journal of Science über Manganoxid.

## Veröffentlichungen
- Superstition and Force: Essays on the wager of law, the wager of battle, the ordeal, torture (Philadelphia 1866, 2. Aufl. 1870, 3. Aufl. 1878, 4. Aufl. 1892, ND New York 1971)
- An historical sketch of sacerdotal celibacy in the Christian church (Philadelphia 1867, 2. Aufl. Boston 1884). Auch als Volltext.
- History of the Inquisition of the Middle Ages (New York 1888) (dt. Geschichte der Inquisition im Mittelalter, Bonn 1905, Nachdruck Greno, Nördlingen 1987, Reihe Die Andere Bibliothek, 3 Bände, ISBN 978-3-89190-860-0)
- Chapters from the religious history of Spain connected with the Inquisition (Philadelphia 1890)
- Formulary of the Papal Penitentiary in the 13th century (Philadelphia 1892)
- History of auricular Confession and Indulgences in the Latin Church (3 Bände, London 1896, ND New York 1968)
- The moriscos of Spain: Their conversion and expulsion (Philadelphia 1901, ND New York 1968)
- The Eve of the Reformation. In: The Cambridge Modern History, Band 1. New York 1902, S. 652–692.
- History of the Inquisition of Spain (4 Bände, New York / London 1906–1907). (dt. Geschichte der spanischen Inquisition)
- Inquisition in the Spanish Dependencies (1908)
- Materials Toward a History of Witchcraft, University of Pennsylvania Press (1939), 3 Bde. New York – London 1957